# Drehbrücke am Winterhafen

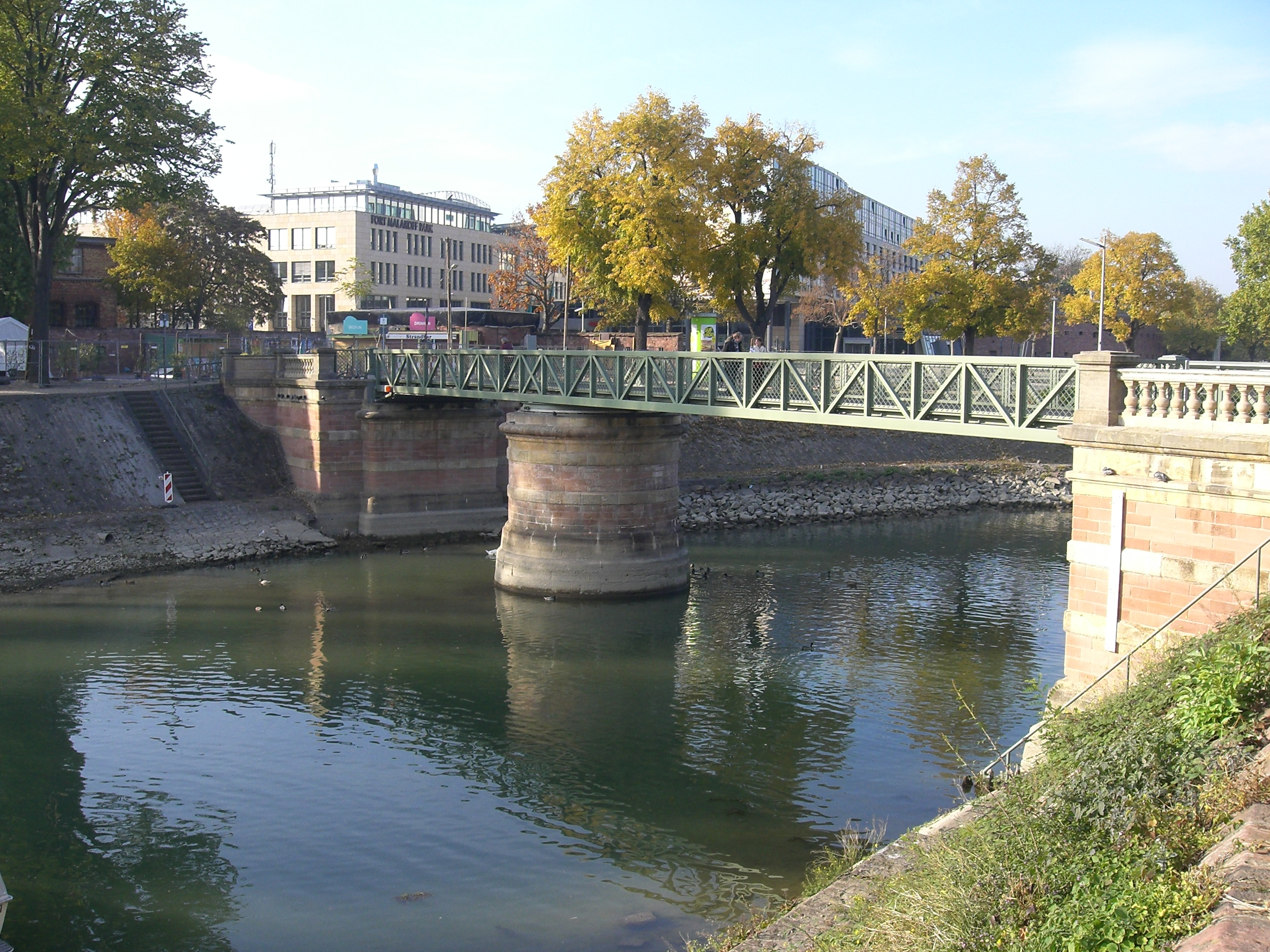
Drehbrücke am Winterhafen

Die Drehbrücke am Winterhafen in Mainz wurde um 1877 erbaut und zählt somit zu den ältesten noch erhaltenen Drehbrücken. Sie überquert den Winterhafen und dient als Verbindungsstück zwischen der Altstadt und der Mole am Victor-Hugo-Ufer.
Zwölf Jahre nach Eröffnung des Winterhafens 1865 ermöglichte die Drehbrücke eine Schiffsdurchfahrt bei jedem Wasserstand. Nach der Rheinufererweiterung gab es zwei Drehbrücken in Mainz. Die Brücke am Zoll- und Binnenhafen wurde jedoch nach 1945 abgebrochen.
Das Objekt steht unter Denkmalschutz und gilt als Kulturdenkmal. Die mechanische Drehvorrichtung der Brücke am Winterhafen war seit 1996 nicht mehr funktionstüchtig und wurde 2009 durch eine hydraulische Vorrichtung ersetzt, da sie sprödbruchgefährdet war. Außerdem sollen künftig auch Yachten in den Winterhafen fahren können um den Freizeitwert für ein nahes Baugelände zu steigern. Die Gesamtkosten für das Projekt wurden auf 1,1 Millionen € beziffert.
Die Demontage der alten Drehbrücke erfolgte am 20. März 2009 unter Beteiligung von Riga Mainz. Die neue Drehbrücke wurde ab April des gleichen Jahres in den Werkstätten des Wiesbadener Unternehmens Huhle Stahl- und Metallbau gefertigt. Die Montage der neuen Stahlkonstruktion erfolgte am 29. Oktober 2009. Das Bauwerk ist 37,50 Meter lang, 4,50 Meter breit und 54 Tonnen schwer. Das alte Brückenteil wog lediglich 21,5 Tonnen. Vom Typ handelt es sich um eine asymmetrische, zweiflügelige Straßendrehbrücke aus genietetem Stahlfachwerk. Damit soll das Aussehen der neuen Brücke weitgehend an das der alten Brücke angepasst werden. Die Konstruktionsmaterialien entsprechen modernen Anforderungen, so besteht der Bodenbelag aus Aluminium, statt wie früher aus Holzbohlen.
Der „Königszapfen“  als Drehpunkt ist auf einem Sandsteinpfeiler platziert. Dieser nun nicht mehr sichtbare Teil der Mechanik hat einen Durchmesser von 20 Zentimetern. Vom Bewegungsmechanismus kann man ausschließlich den Lauf- und Rollkranz des Drehpfeilers erkennen. Die Brückenwiderlager werden durch Balustraden akzentuiert, die in gebogenen Mauerstücken mit Steinbänken ausklingen.